# Eckarthisches Tagebuch
Das Zittauische Tagebuch war eine als Historisches Tagebuch von Friedrich Eckarth begründete Monatsschrift. Es wurde von seinen Söhnen Gotthelf Traugott und Gottlob weitergeführt, zeitweise als Eckarthisches Tagebuch. Es erschien bis mindestens März 1907, zuletzt als Zittauisches Tagebuch. Das Werk beinhaltet Ortschroniken, meist in der oberlausitzischen Gegend, teilweise aber auch von außerhalb.

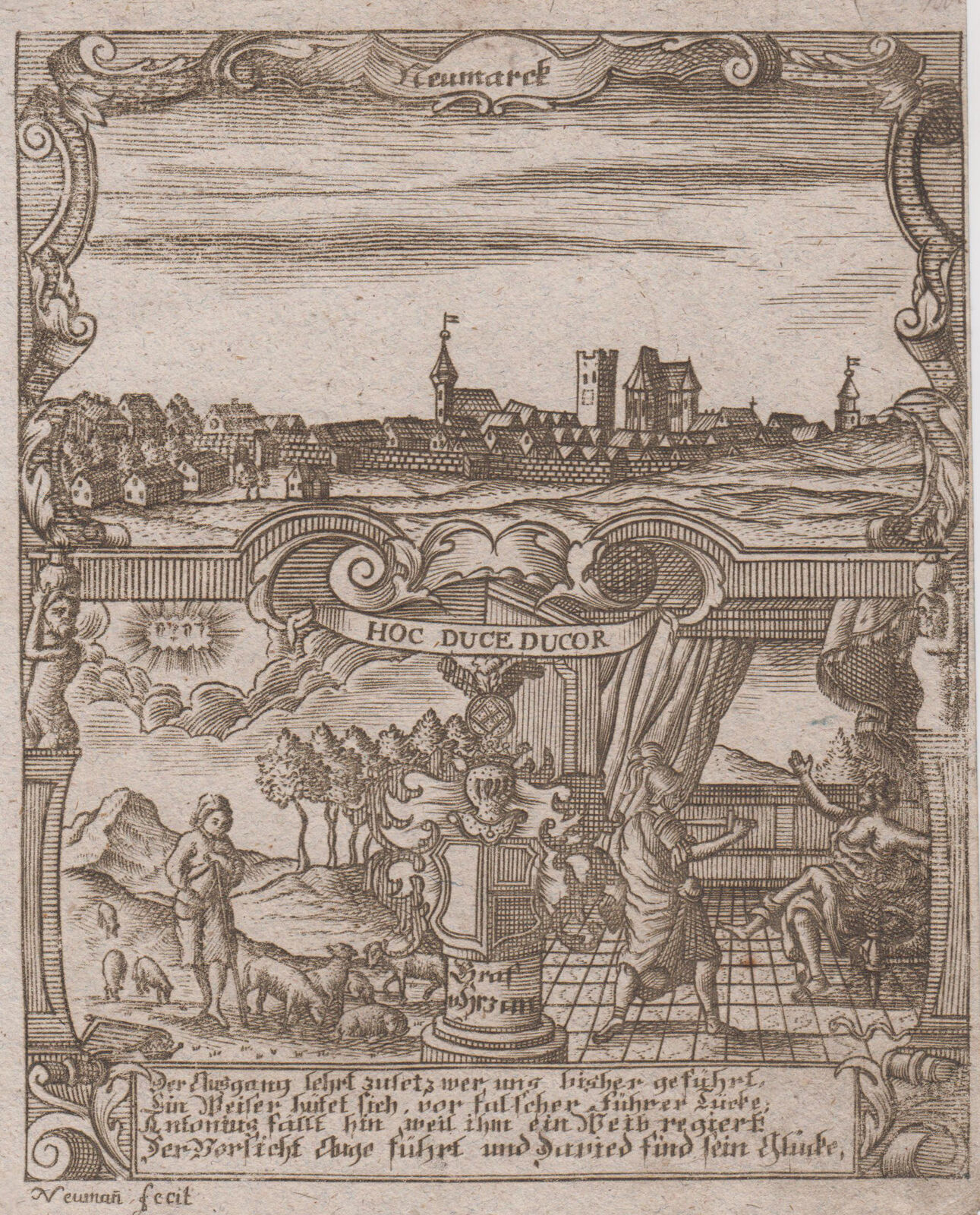
Kupferstich von Neumarkt in Schlesien, Ende 18. Jahrhundert

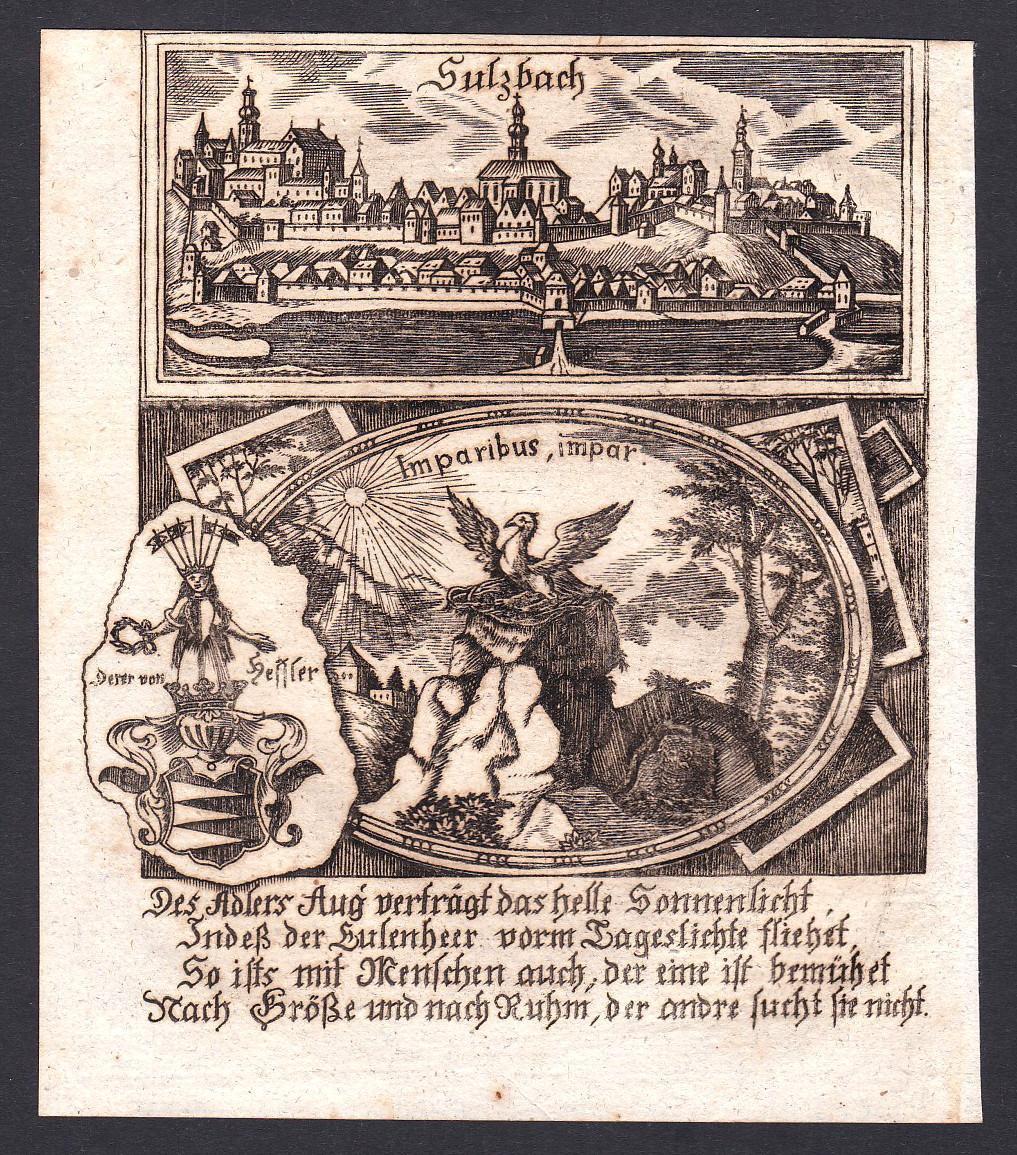
Kupferstich von Sulzbach Rosenberg, Ende 18. Jahrhundert

## Geschichte
Seit Januar 1771 enthielt die Ausgabe einen Textholzschnitt, ab 1772 Textkupferstich. Ab 1773 ist ein ganzseitiger Kupferstich beigeben, der in der oberen Hälfte eine Ortsansicht abbildet, darunter eine Allegorie und ein Wappen (ohne Bezug zum Ort). Ab Juli 1831 wurden die Kupferstiche durch Lithographien abgelöst.
Weil es Ende des 18. Jahrhunderts von Jacob Friedrich Neumann (und Gotthelf Benjamin Flaschner) herausgegeben wurde, nannte es der Volksmund zeitweilen auch Neumannsches Tagebuch.
Herausgeber waren 1731–1735 Friedrich Eckarth, 1736/1737, 1751–1761 Gotthelf Traugott Eckarth (Sohn d.Vor.), 1770–? Johann Gottlob Eckarth (Bruder d. Vor., tatsächlich nicht Redakteur, sondern es wurde nur sein Name benutzt, wie Neumann im Heft Mai 1788 zugibt), 1770–1788 Jacob Friedrich Neumann, 1789–1796 Jacob Friedrich Neumann und Gotthelf Benjamin Flaschner, 1797–1812 Gotthelf Benjamin Flaschner, 1813-5/1832 Karl Gottfried Grohmann, 6/1832-5/1881 Oscar Julius Grohmann (Sohn d. Vor.), 6/1881-3/1894 Kantor Fischer (+ 12.3.1894), 4/1894-12/1896 Frau Louise Fischer (Witwe d. vor.), 1/1897-6/1897 J.C.Wehle, 7/1897-5/1900 Ed. Lademann, ab 6/1900 Edmund Krohn.

## Titelgeschichte
- 1731–März 1736, Jan.+Feb.1737 Historisches Tagebuch, darinnen der vornehmsten Todes-Fälle, Vermählungen, Gebuhrten, Promotionen, Feuers-Brünste, Wasser-Schäden, Erdbeben, Windstürme, Donnerwetter, Lufft-Zeichen, Mord-Thaten, Selbst-Morde, Executionen, Schiffbrüche, Kriegs- und Friedens-Begebenheiten, nebst allerhand anderen seltsamen Denckwürdigkeiten.
- 1751–1761: Historisches Tage-Buche: auf das Jahr … ; darinnen enthalten: die vornehmsten Todes-Fälle, Vermählungen, … ; insonderheit eingerichtet auf das Marggraffthum Ober-Lausitz, bevoraus der Stadt Zittau[7]
- 1770: Fortgesetztes Eckardtisches monathliches Tage-Buch von denen allerneuesten und merkwürdigsten Begebenheiten jetziger Zeit: auf das Jahr[8]
- 1771–1776: Des Eckardtischen monathlichen Tage-Buchs … Stück[9]
- 1777–1785: Privil. Fortsetzung des topographischen, biographisch-historischen, monatlichen Tage-Buchs[10]
- 1786–1807: Privil. Zittauisches, topographisches, biographisch-historisches, monatliches Tage-Buch[11]
- 1808–1848: Privil. Zittau’sches monatliches Tage-Buch[12]
- 1848–1881: Zittau’sches monatliches Tage-Buch[13]
- 1888–1890: Zittauer monatliches Tage-Buch[14]